# Psaliodes limbata
Psaliodes limbata là một loài bướm đêm trong họ Geometridae.